# Berkenye
Berkenye je vas na Madžarskem, ki upravno spada pod podregijo Rétsági Županije Nógrád.